# Roberto Octavio González Nieves
Roberto Octavio González Nieves (Elizabeth, 2 giugno 1950) è un arcivescovo cattolico portoricano, dal 26 marzo 1999 arcivescovo metropolita di San Juan de Puerto Rico.

## Biografia
Roberto Octavio González Nieves è nato il 2 giugno 1950 ad Elizabeth, Stato federato del New Jersey ed arcidiocesi di Newark, sulla East Coast degli Stati Uniti d'America; i suoi genitori Jessego Hirama González e Frances Iris Nieves erano immigrati portoricani.
Entrato nell'Ordine dei frati minori il 20 agosto 1972, ha emesso i voti temporanei il 25 agosto 1973 e poi la professione solenne il 21 agosto 1976. Ha ricevuto l'ordinazione sacerdotale l'8 maggio 1977 per imposizione delle mani di Michele Lorenzo Joseph Graziano, O.F.M., vescovo emerito di San Miguel.

### Ministero episcopale
Il 19 luglio 1988 papa Giovanni Paolo II lo nominò, trentottenne, vescovo ausiliare di Boston, assegnandogli contestualmente la sede titolare di Ursona; al momento della nomina era uno dei vescovi più giovani del mondo. Ha ricevuto la consacrazione episcopale il 3 ottobre seguente, presso la Cattedrale della Santa Croce a Boston, per imposizione delle mani del cardinale Bernard Francis Law, arcivescovo metropolita di Boston, assistito dai co-consacranti cardinali John Joseph O'Connor, arcivescovo metropolita di New York, e Luis Aponte Martínez, arcivescovo metropolita di San Juan de Puerto Rico. Come suo motto episcopale il neo vescovo Gonzalez Nieves ha scelto Vita per Jesum, che tradotto vuol dire "Vita per Gesù".
Il 16 maggio 1995 papa Giovanni Paolo II lo nominò, quarantaquattrenne, vescovo coadiutore di Corpus Christi; il 26 giugno seguente ha fatto il suo ingresso in diocesi durante una cerimonia svoltasi presso la Cattedrale di Corpus Domini a Corpus Christi.
Meno di due anni dopo, il 1º aprile 1997 è succeduto per coadiutoria come vescovo di Corpus Christi, all'età di quarantasei anni, dopo l'accettazione della rinuncia per raggiunti limiti d'età del settantatreenne René Henry Gracida.
Il 26 marzo 1999 papa Giovanni Paolo II lo ha promosso, quarantottenne, arcivescovo metropolita di San Juan de Puerto Rico; è succeduto al settantaseienne cardinale Luis Aponte Martínez, dimissionario per raggiunti limiti d'età dopo aver guidato l'arcidiocesi per quasi trentacinque anni. L'8 maggio seguente ha preso possesso della nuova sede durante una cerimonia svoltasi presso la cattedrale di San Giovanni Battista a San Juan. Il 29 giugno successivo, giorno della solennità dei Santi Pietro e Paolo, si è recato presso la Basilica di San Pietro in Vaticano, dove il Pontefice gli ha imposto il pallio, simbolo di comunione tra la Santa Sede e il metropolita.
Nel 2000 è stato eletto presidente della Conferenza Episcopale di Porto Rico (C.E.P.), succedendo ad Ulises Aurelio Casiano Vargas, vescovo di Mayagüez; ha ricoperto tale incarico fino al dicembre 2007, quando gli è subentrato Ruben Antonio González Medina, C.M.F., vescovo di Caguas.
Il 28 giugno 2007 si è recato in Vaticano, assieme ad altri membri dell'episcopato portoricano, per la visita visita ad limina apostolorum, discutendo con il Pontefice della situazione e dei problemi relativi alla sua arcidiocesi.
Nel dicembre 2012 è stato nuovamente eletto a capo della C.E.P. per un sessennio, fino al 29 dicembre 2018, quando è stato sostituito nuovamente da monsignor González Medina.
L'8 giugno 2015 ha compiuto una seconda visita ad limina insieme ai membri dell'episcopato portoricano.

## Genealogia episcopale e successione apostolica
La genealogia episcopale è:
- Cardinale Scipione Rebiba
- Cardinale Giulio Antonio Santorio
- Cardinale Girolamo Bernerio, O.P.
- Arcivescovo Galeazzo Sanvitale
- Cardinale Ludovico Ludovisi
- Cardinale Luigi Caetani
- Cardinale Ulderico Carpegna
- Cardinale Paluzzo Paluzzi Altieri degli Albertoni
- Cardinale Gaspare Carpegna
- Cardinale Fabrizio Paolucci
- Cardinale Francesco Barberini
- Cardinale Annibale Albani
- Cardinale Federico Marcello Lante Montefeltro della Rovere
- Vescovo Charles Walmesley, O.S.B.
- Arcivescovo John Carroll, S.I.
- Vescovo Benedict Joseph Flaget, P.S.S.
- Arcivescovo Martin John Spalding
- Cardinale James Gibbons
- Vescovo Edward Patrick Allen
- Vescovo Richard Oliver Gerow
- Vescovo Joseph Bernard Brunini
- Cardinale Bernard Francis Law
- Arcivescovo Roberto Octavio González Nieves, O.F.M.

La successione apostolica è:
- Vescovo Daniel Fernández Torres (2007)
- Vescovo Eusebio Ramos Morales (2008)
- Vescovo Alberto Arturo Figueroa Morales (2019)
- Vescovo Luis Miranda Rivera, O.Carm. (2020)
- Vescovo Tomás González González (2023)